# Inkarzeration
Als Inkarzeration (von lateinisch carcer „Umfriedung“, „Gefängnis“) wird in der Medizin das Einklemmen von Gewebe bezeichnet. Eingeklemmtes Gewebe kann in seiner Funktion gestört sein, z. B. wenn nach einem Eingeweidebruch ein Teil des Darms abgeklemmt wird. Durch eine solche Darmeinklemmung (oder Darminkarzeration) bzw. Brucheinklemmung kann Kot oder Gas im entsprechenden Darmabschnitt eingeschlossen sowie die Passage des Nahrungsbreis beeinträchtigt sein oder unterbunden werden. Des Weiteren kann durch die Einklemmung die Blutzufuhr und damit die Nährstoff- und Sauerstoffversorgung des Gewebes gestört sein, was bis zum Absterben der betroffenen Regionen führen kann.
Eine Inkarzeration gilt – je nach Art des eingeklemmten Gewebes – aufgrund dieser Risiken als gefährliche Komplikation, die einer operativen Behandlung bedarf.